# The Men Who Built America
The Men Who Built America (Gigantes da Indústria no Brasil) é uma minissérie docudrama originalmente transmitida no History Channel no outono setentrional de 2012. A série foca as vidas de Cornelius Vanderbilt, John D. Rockefeller, Andrew Carnegie, JP Morgan, Thomas Edison e Henry Ford. O documentário conta como suas inovações industriais e impérios de negócios revolucionaram a sociedade moderna. A série é dirigida por Patrick Reams e Ruan Magan e é narrada por Campbell Scott. A média foi de 2,6 milhões de espectadores totais (1,2 milhão de adultos entre 25 e 54 anos e 1 milhão de adultos entre 18 e 49 anos) em 4 noites.

## Elenco
- William Jennings Bryan - James Kidd
- Andrew Carnegie - (Adulto) - Adam Jonas Segaller 
  - Andrew Carnegie - (Criança) - AJ Achinger
- Thomas Edison - Justin Morck
- Jim Fisk - Kenneth Cavett
- Henry Ford - Cary Donaldson
- Henry Clay Frick - John C. Bailey
- Jay Gould - Cameron McNary
- Presidente William McKinley - Dan Odell
- JP Morgan - (Adulto) - Ray Reynolds 
  - JP Morgan - (Criança) - Eric Rolland
- Junius Morgan - Daniel Berkey
- John D. Rockefeller - Tim Getman
- Presidente Theodore Roosevelt - Joseph Wiegand
- Charles M. Schwab - John Keabler
- Thomas Scott - Don Meehan
- Nikola Tesla - Alex Falberg
- Cornelius Vanderbilt - David Donahoe
- William Henry Vanderbilt - Michael Chmiel
- George Westinghouse - Einar Gunn
- Um trabalhador da indústria de aço  - Shayne Workman

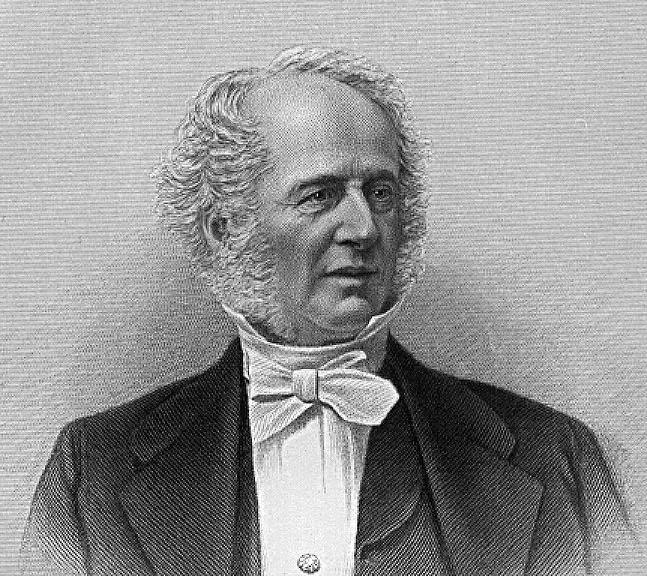
Cornelius Vanderbilt
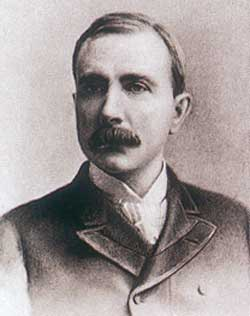
John D. Rockefeller
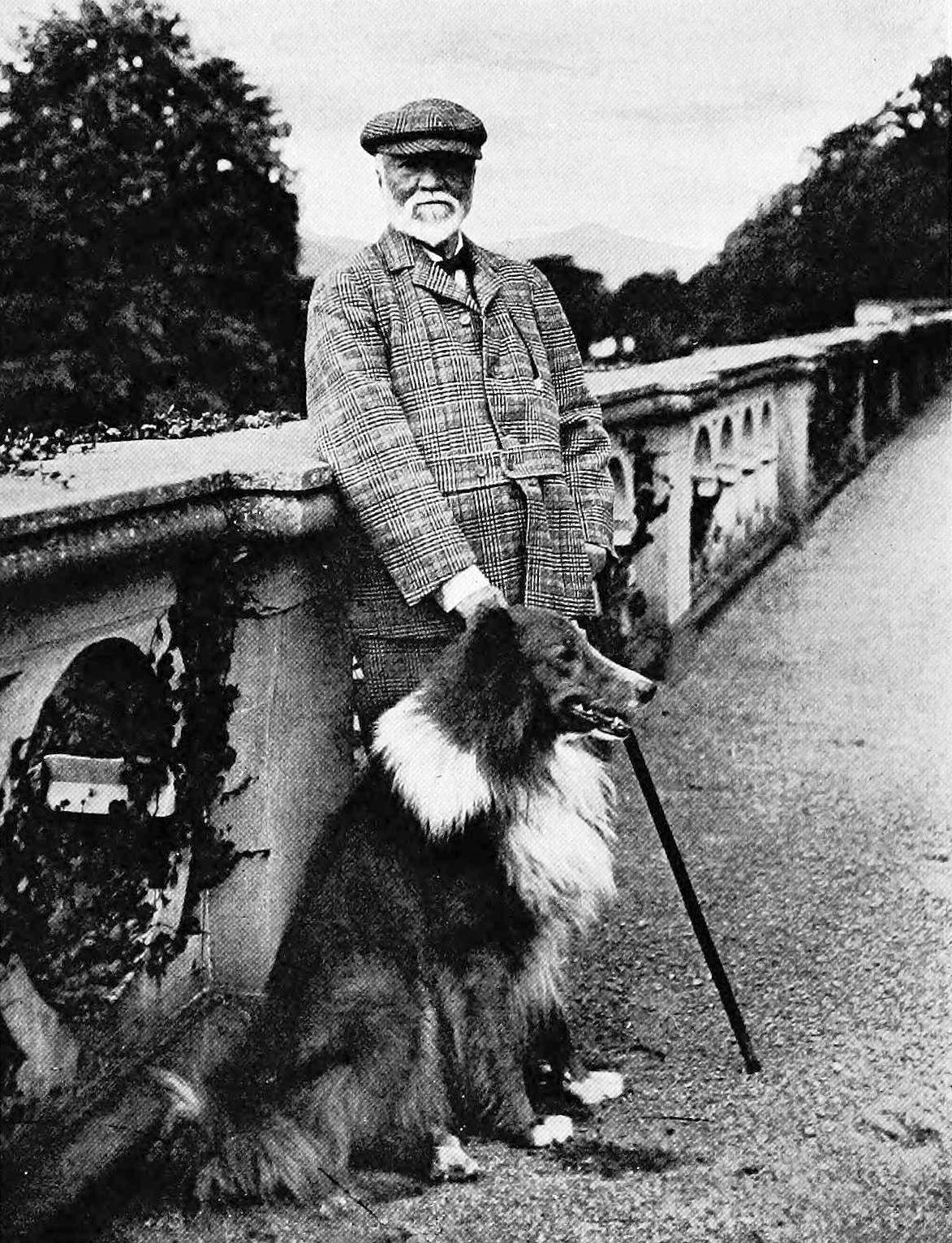
Andrew Carnegie
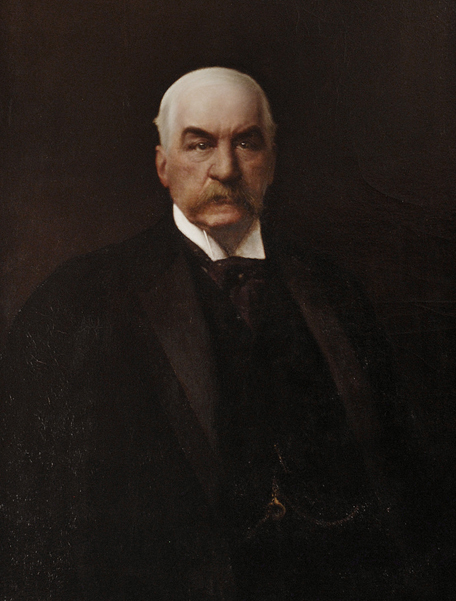
JP Morgan
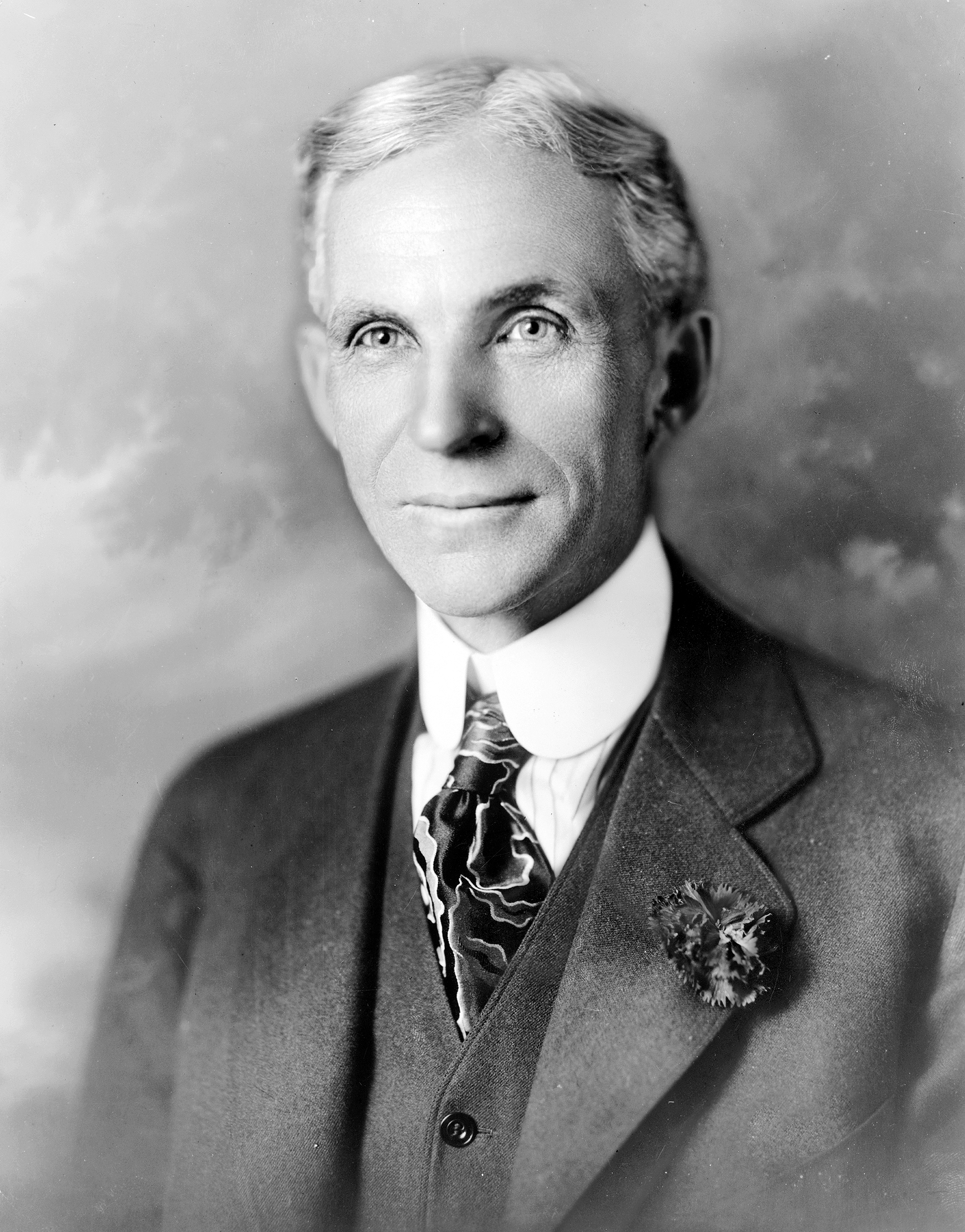
Henry Ford

## Episódios
Nota: a série consiste em oito episódios de uma hora; para a TV, eles foram combinados em quatro episódios de duas horas. Para a versão brasileira, o History Channel dividiu a série em 8 episódio de 43 a 45 minutos cada.

## Recepção
Neil Genzlinger, do The New York Times, observou que a série não continha revelações surpreendentes sobre seus principais temas, embora certamente lhes desse uma relevância moderna.
Linda Holmes, escrevendo para a NPR, ridicularizou a série em busca de uma apresentação monótona, reencenações bregas e narração ineficaz. Ela criticou a produção por se sentir "muito parecida com uma versão enganosa de uma tira de filme da escola primária" e sugeriu que a série poderia ser popular entre aqueles que aceitaram Donald Trump como um dos especialistas.
Geoff Berkshire da Variety criticou a série por "recriações exageradas apoiadas por música bombástica, combinadas com performances mornas dos reencenadores e escrita rudimentar". Mencionando o estilo ostentoso da série que começa a ranger nos primeiros 30 minutos, ele desprezou as cabeças falantes que simplesmente parecem ser preenchedoras e o estilo particular de preencher o tempo de execução quando "os telespectadores estão sujeitos a recapitulação habitual do segmento anterior após cada intervalo de anúncio. " Ele concluiu que a série não conseguiu deixar sua marca.
Verne Gay, da Newsday, deu a nota "C" distribuídas pelos convidados e pela falta de sutileza e contexto histórico.  Por outro lado, ele elogiou as recriações bem produzidas, embora muitas vezes estáticas.
Em Metacritic a série tem uma pontuação de 60 em 100, baseada em 4 críticos, indicando "revisões mistas ou médias".

## Lançamento
A minissérie foi lançada pelo The History Channel em 22 de janeiro de 2013, em um conjunto de três discos nos formatos DVD e Blu-ray Disc .